# Battaglia di Susa
La battaglia di Susa fu uno degli scontri fondamentali nella pluriennale campagna degli Assiri contro gli Elamiti. Il re assiro Assurbanipal si era stancato degli attacchi degli Elamiti e aveva deciso di distruggere Susa come punizione.

## Storia
Nel 648 a.C., il re assiro Assurbanipal aveva dovuto contenere l'ennesima intrusione elamica in Mesopotamia, sottomettendo la riottosa Babilonia insorta con supporti dall'Elam. Nel 647 a.C., Assurbanipal mosse contro la capitale elamica di Susa. Una tavoletta portata alla luce nel 1854 da Austen Henry Layard a Ninive rivela Assurbanipal come un "vendicatore", in cerca di soddisfazione per le umiliazioni che gli Elamiti avevano inflitto ai Mesopotamici nel corso dei secoli. Assurbanipal detta la punizione assira dopo il suo riuscito assedio di Susa:
(Assurbanipal)
Gli Assiri mantennero il controllo di Susa sino al 617 a.C., quando la città fu conquistata dai Medi.